# FELIX (学習塾)
FELIX（フェリックス）は、株式会社エス・サイエンスが展開する学習塾。中学受験市場をターゲットにしている。

## 概要
少人数クラス制の教育システムを採用している。復習を重視していてる。一人一人に合わせた指導をするために、当日ゼミ・総合ゼミというシステムがある。

## 沿革
- 2003年06月、関西最大手学習塾の浜学園学園長だった宗清勝安が高校受験を得意とする株式会社ウィンに移り、浜学園、希学園出身のスタッフを中心に中学受験専門の少人数クラス制の学習塾FELIXを設立。
- 2004年03月、株式会社ウィンは、FELIX部門を関東でしどう会ブランドの学習塾を展開する株式会社修学社に譲渡。
- 2005年10月、株式会社ウィンと株式会社修学社が合併し、社名を株式会社フェリックスとする。旧しどう会の塾ブランドもFELIXに統一。
- 2006年03月、株式会社フェリックスが、ニッケル加工メーカーである株式会社エス・サイエンスに吸収合併される。

## 事業所
| 事業所   | 所在地                                        |
| -------- | --------------------------------------------- |
| 上本町校 | 大阪府大阪市天王寺区生玉前町1-19              |
| 豊中校   | 大阪府豊中市本町3-1-57 ルミエール豊中402号室  |
| 新石切校 | 大阪府東大阪市西石切町1-11-30 新石切駅前ビル  |
| 西宮校   | 兵庫県西宮市甲風園1-9-8 睦ビル2階             |
| 練馬教室 | 東京都練馬区豊玉北5-17-17 朝日生命練馬ビル2階 |
| 日吉教室 | 神奈川県横浜市港北区日吉2-2-14 第2星野ビル2階 |